# Karel Moudrý (novinář)
Karel Moudrý (24. prosince 1947 Praha – 22. března 2009) byl publicista, spisovatel, dlouholetý redaktor rádia Svobodná Evropa a spolupracovník Českého rozhlasu. V osmdesátých letech 20. století emigroval do Mnichova a po revoluci se vrátil zpět do vlasti.
Je autorem knihy o Karlu Krylovi a držitelem Evropské ceny za objektivní žurnalistiku ve Svobodné Evropě.

## Biografie
Po vyučení zedníkem a maturitě na Střední průmyslové škole stavební pokračoval ve studiu na Vysoké škole politické ÚV KSČ. Po roce přestoupil na Právnickou fakultu Univerzity Karlovy, ale studium nedokončil. Později zkoušel studovat žurnalistiku, kterou také nedokončil. V letech 1975 až 1982 pracoval jako redaktor v armádním týdeníku Obrana lidu. 
V létě roku 1982 emigroval s rodinou do Německa, kde začal v Mnichově pracovat jako politický komentátor v české redakci rozhlasové stanice Svobodná Evropa. Po návratu z exilu pokračoval v práci pro Svobodnou Evropu v Praze. Později působil v Českém rozhlase jako poradce generálního ředitele a v redakci multimediálních projektů. Poslední léta strávil jako zaměstnanec a později externí spolupracovník v digitální stanici Leonardo, kde připravoval například pořady Tajemství evropských dějin nebo Tajemství Ďáblovy bible. Pro ČRo 6 psal komentáře a pracoval na rozhlasových cyklech Názory a argumenty, Hovory v souvislostech, Karel Moudrý a jeho hosté a Pod lampou. Své vzpomínky na život v exilu a práci ve Svobodné Evropě a zvláště na svého přítele Karla Kryla zachytil v knize Karel Moudrý Kryl.

## Ocenění
Karel Moudrý byl v roce 1996 v Lucembursku oceněn Evropskou cenou za objektivní žurnalistiku ve Svobodné Evropě.

## Publikace
- Pražské blues, aneb, Sláva je volný (1988)
- Jen tak dál, tužme se! (1993)
- Karel Moudrý Kryl (2010)